# 胡盛 (北魏)
胡盛（？—？），字归兴，安定郡临泾县人，北魏官吏。胡国珍兄胡真之子。先任左卫将军，赐爵江阳男。历任幽州、瀛州刺史，为政清静，人吏爱之。后任冀州刺史，卒后被赐为司徒公、录尚书事、定州刺史，追封阳平郡公，谥懿穆。有一女为孝明帝胡皇后。